# Шедеври (поетична збірка)
«Шеде́ври» — поетична збірка українського поета Юрка Позаяка; видана у 1997 році.
Включає практично всі коли-небудь опубліковані твори одного з найоригінальніших українських поетів — «вісімдесятників».

Книгу відкриває лаконічна авторська передмова:
|  | Єдиною метою автора було розважати себе й читача, хоча слава та гроші, звичайно ж, теж не завадять... |

Як зазначав сам автор, його тексти є породженням молодіжної субкультури радянського українського міста, яке «було й, на жаль, залишається російськомовним, хоча вже й не радянським». Тексти створено саме для представників цієї субкультури, а точніше — «для власного задоволення й для того, щоб на гулянці посмішити найближчих друзів — київських богемних алкоінтелектуалів». Автор вважає, що його потенційні читачі — тисячі російськомовних міських співвітчизників, які проживають своє життя в Україні й цілковито впевнені, що в українській культурі нема й не може бути нічого цікавого.
Збірку «Шедеври» перевидано 2004 року (видання доповнене й перероблене), згодом — у 2013 (вибрані вірші та переклади) та 2017 роках.
До книжки, яка побачила світ у київському видавництві «А-ба-ба-га-ла-ма-га» (2017) так само увійшли вибрані твори автора. Вони поділені за тематичними відділами: відкриває збірку «Екзистенційний відділ», що відносить читача до питань і проблем буття; «Алкогольний відділ» — про мистецькі зустрічі в київських подвір'ях, де цілком могло відбуватися народження значної кількості нових «шедеврів». З перших видань частина творів зібрана в «Політичний відділ» (у ньому вміщено, зокрема, «Думу про слоника»), є також «Кохальний відділ». Книжку завершують «Колекція поетів», «Ілюстративний додаток до колекції поетів» та «Іноземний відділ». 